# عنيبدة (القطن)
'

تعديل مصدري - تعديل

عنيبدة هي إحدى قرى عزلة القطن بمديرية القطن التابعة لمحافظة حضرموت، بلغ تعداد سكانها 55 نسمة حسب تعداد اليمن لعام 2004.